# Station Żarnowiec Elektrownia Wodna
Station Żarnowiec Elektrownia Wodna is een spoorwegstation in de Poolse plaats Żarnowiec.